# Toute une vie
Pour les articles homonymes, voir Toute une vie (homonymie).
Pour plus de détails, voir Fiche technique et Distribution.
Toute une vie est un film franco-italien réalisé par Claude Lelouch, sorti en 1974.

## Synopsis
Le survol de trois-quarts de siècle avec, afin de comprendre la mécanique du coup de foudre, la convergence de la vie de Sarah, née de parents rescapés de la Deuxième Guerre mondiale, et celle de Simon, enfant de Paris. Le cœur du film est le road movie de Sarah avec son père, pendant que Simon se métamorphose et de petit magouilleur devient un homme de création. Après moult proximités de parcours, leurs destins sont appelés sur un vol vers New York.

## Fiche technique
- Titre : Toute une vie
- Réalisation : Claude Lelouch assisté d'Élie Chouraqui
- Scénario : Claude Lelouch et Pierre Uytterhoeven
- Photographie : Jean Collomb
- Montage : Georges Klotz
- Musique : Francis Lai et Gilbert Bécaud
- Photographe de plateau : André Perlstein
- Décors : François de Lamothe
- Sociétés de production : Les Films 13 (Paris), Rizzoli Film (Rome)
- Sociétés de distribution : Compagnie française de distribution cinématographique, Les Films 13 (France)
- Pays d'origine : France et Italie
- Format : couleur - 1,66:1 - Mono - 35 mm
- Genre : drame, romance
- Durée : 150 minutes (durée originale 1974) ; 130 minutes (director's cut 2022)[1]
- Date de sortie : 15 mai 1974 (France)

## Distribution
- André Dussollier : Simon Duroc
- Marthe Keller : Sarah / Rachel, sa mère / sa grand-mère, épouse du général
- Charles Denner : David Goldman, le père de Sarah / le père de David en 1900
- Charles Gérard : Charles, l'ami de Simon
- Carla Gravina : Carla, l'amie italienne de Sarah
- Judith Magre : l'élégante 1900, mère de David
- Daniel Boulanger : le général
- Yvan Tanguy : l'aide de camp du général et amant de son épouse
- Hélène Vallier : la tsarine
- Gilbert Bécaud : lui-même
- Sam Letrône : le restaurateur dresseur de coqs[2]
- Jean Franval : l'inspecteur de police qui arrête Simon
- André Falcon : l'avocat de Simon
- Nathalie Courval : la femme de l'avocat
- Marie-Pierre de Gérando : le médecin
- Gérard Sire : M. Gérard, fondé de pouvoir de l'usine Goldman
- Élie Chouraqui : Paul, le syndicaliste
- Harry Walter : Jean, compagnon de Sarah
- Gabriele Tinti : le mari éphémère de Sarah
- Angelo Infanti : l'amant italien de Carla
- Venantino Venantini : le "nouveau feignant de Carla"
- Silvano Tranquilli : le spectateur italien de porno
- Annie Kerani : l'actrice de pub compagne de Simon
- Bernard Ranvier : l'acteur incarnant Hitler dans le film en tournage
- Pamela Stanford : la fille avec l'acteur incarnant Hitler
- Jacques Villeret : le spectateur
- François Chalais : lui-même, interviewant Simon
- Charles Biétry : lui-même, interviewant Gilbert Bécaud à la radio
- Marc Mazza : un speaker des temps futurs (épilogue version longue uniquement)
- Alain Basnier
- Colette Baudot
- Gunilla Friden
- Pierre Fuger
- Paul Pavel
- Lilo
- Michèle Sand
- Pierre Zimmer
- Maria Pia Conte
- Cyril Leclercq : Sarah bébé à l'accouchement

## Autour du film
- Le tournage s'est déroulé à Jérusalem, à New York et en Turquie.
- Le film, projeté hors compétition lors du Festival de Cannes 1974, y reçoit un accueil très mitigé[3].
- Gilbert Bécaud chante "Ah! dites-moi pourquoi je l'aime" ; "L'orange" ; "Si, si, si, la vie est belle" ; "Chante" ; "Dimanche à Orly" ; "Galilée" ; "Et maintenant". Autres musiques additionnelles : Glenn Miller (Moonlight serenade) ; Charles Trénet (Retour à Paris) ; les Platters (Only you ; Sixteen tons) ; Marilyn Monroe (Bye bye baby).

## Adaptation en bande dessinée
Claude Lelouch avec le dessinateur Bernard Swysen ont adapté en bande dessinée ce film. Publiée en deux volumes en 2004-2005 en France par Soleil Productions, la bande dessinée Toute une vie suit fidèlement le film.

## Distinctions
- Nomination à l'Oscar du meilleur scénario en 1976.
- Nomination au Golden Globe du meilleur film étranger en 1976.